# Christiane Spatt
Christiane Spatt (geboren 1966 in Innsbruck) ist eine österreichische zeitgenössische Künstlerin. Sie arbeitet bildkünstlerisch in den Bereichen Malerei, Fotografie, Collage und Installation.

## Leben und Wirken
Christiane Spatt wuchs in Tirol auf und absolvierte dort ihre Matura. Zwischen 1985 und 1995 studierte sie der Universität für angewandte Kunst Wien bei Oswald Oberhuber, Ernst Caramelle und Mario Terzic, der auch ihre Diplomarbeit betreute. Während ihrer Studienzeit erhielt sie 1986 ein Begabtenstipendium der Tiroler Landesregierung.
Christiane Spatts Bild- und Collagenbestandteile stammen aus einem Umfeld, das mit ihrer Herkunft direkt zu tun hat, wie z. B. vom Dachboden ihres Elternhauses. Womit die Künstlerin in ihren Arbeiten nicht zuletzt auch ihrer kulturellen Identität nachgeht. In Collagen interessiert sie der Akt der Aneignung von Elementen der Alltagskultur, ihre Dekontextualisierung und re-codierende Neu-Zusammensetzung. Ihr künstlerisches Hauptinteresse gilt „kulturellen Räumen, in denen sie Spuren der Vergangenheit im Gegenwärtigen thematisiert. Solche Spuren findet sie in Artefakten, Tapeten-Ornamenten, Fotografien aus dem Familienalbum und kuriosen Einrichtungsgegenständen der bürgerlichen Gesellschaft.“
Spatt ist eine Vertreterin „einer inszenierten Fotografie“. In ihrer Kunst greift sie häufig autobiografische Themen auf, die sie seriell umsetzt. Häufig nutzt sie die Selbstinszenierung als künstlerisches Stilmittel, insbesondere bei Themen wie kulturelle Prägung und Identität. „Sie schlüpft in verschiedene Rollen und setzt den Umraum dadurch in Szene. Oft inszeniert sie die Aufnahmen, manchmal wird sie auch Teil eines zufällig entdeckten Ambientes. Die Frage nach dem Selbst und die Selbstreflexion stehen dabei im Zentrum.“
Die Künstlerin ist Mitglied der IG Bildende Kunst, der Tiroler Künstlerschaft, des Netzwerks Emergence of Projects (eop) und der Künstlerinnenvereinigung GEDOK. Kunstwerke von ihr sind im öffentlichen Besitz vom Bundeskanzleramt in Wien, Kulturamt Innsbruck, von der Kulturabteilung Tirol, der Österreichischen Nationalbank, der Hypo Tirol Bank und des Stadtarchivs Innsbruck.
Christiane Spatt lebt und arbeitet in Wien.

## Ausstellungen
Beteiligungen
- 2008/2009: eMOTION. G.A.S-station Berlin – Tankstelle für Kunst und Impuls, Berlin
- 2011: Sensitiv EXTRA. Museum of Contemporary Art, Zagreb
- 2011/2012: Keine ZEIT. G.A.S-station Berlin – Tankstelle für Kunst und Impuls, Berlin
- 2013: Still. RLB Kunstbrücke, Innsbruck
- 2015: IDOL+ Rathausgalerie Kunsthalle München
- 2015: Brennende Fragen. UEBER:ANGEBOT. Künstlerhaus Wien
- 2015/2016: Augustina träumt – in progressius. G.A.S-station Berlin – Tankstelle für Kunst und Impuls
- 2016: ARBEIT. Galerie am Park, Wien
- 2017/2018: 20 Positionen von Künstlerinnen der GEDOK. Tutzing
- 2018/2019: Schein und Spiegelung, ein Relationspositionsprojekt. G.A.S-station Berlin – Tankstelle für Kunst und Impuls, Berlin

Einzelausstellungen
- 2006: Flowershow. Galerie Michaela Stock, Wien
- 2010: Tame birds sing of freedom. Wild birds fly. Katholisch-Theologische Fakultät der Universität Innsbruck[8]
- 2010: the story of... Galerie Michaela Stock, Wien
- 2014: do ducks fly. ublk space, Wien
- 2014: never walk alone. WUK (Kulturzentrum), Wien
- 2019: Bleiben. WUK, Wien[9]
- 2021: Calypso. Das Fenster, G.A.S-station Berlin

## Werke (Auswahl)
- 2005: Geld untern Kopfpolster legen (Objekte mit geshredderten Banknoten)
- 2008/2009: shoe show (Fotoserie, genäht auf Stoff)
- 2010: Familienalbum (Fotoinstallation, 5 Fotocollagen)
- 2012: Schöner Schein (Fotoserie)
- 2014: Schall und Rauch (Installation: Foto, Diskokugel)
- 2014/2015: Over the Brim (Installation, partizipatives Projekt)
- 2017: Wen die Götter lieben (Fotoserie)[7]